# Der Barometermacher auf der Zauberinsel

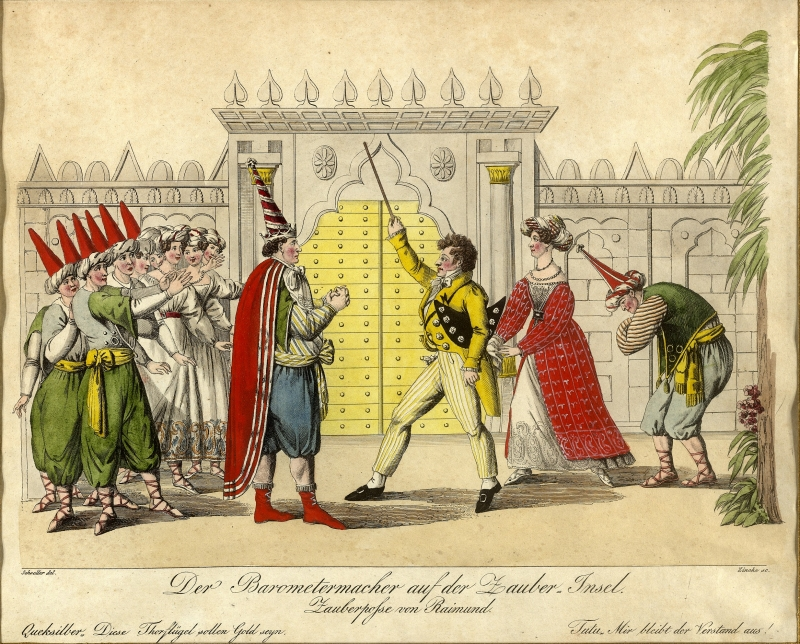
Bartholomäus Quecksilber verwandelt Torflügel in Gold (Szenenbild von Johann Christian Schoeller, 1820er-Jahre)

Der Barometermacher auf der Zauberinsel ist eine Zauberposse mit Gesang in zwei Aufzügen von Ferdinand Raimund. Sie wurde am 18. Dezember 1823 im Theater in der Leopoldstadt als Benefizvorstellung für den Dichter vorerst anonym uraufgeführt. Erst ab der dritten Vorstellung stand Raimunds Name als Autor auf dem Theaterzettel.

## Inhalt
Alle hundert Jahre muss die Fee Rosalinde ihre Zaubergaben Stab, Horn und Schärpe einem Sterblichen verleihen. Der Stab verwandelt alles in Gold, das Horn ruft eine Armee herbei und die Schärpe bringt den Besitzer überall hin.
„Müßte ich nicht den Spruch des Schicksals erfüllen, ich würde die Zaubergaben auf ewig in ihrer Vergessenheit ruhen lassen.“ (Erster Aufzug, erste Szene)
Diesmal überlässt sie es dem Zufall, wer die Zaubergaben bekommen soll. So erhält Bartholomäus Quecksilber, den das Schicksal auf eine Zauberinsel verschlug, die Zaubergaben. Der Barometermacher beginnt alsbald, mit Geld um sich zu werfen und erweckt auf diese Weise das Interesse des Herrschers der Zauberinsel, der einen Bräutigam für seine zanksüchtige Tochter Zoraide sucht. An sich ist er zufrieden damit, nichts tun zu müssen:
„Ich erliege unter der Last der Geschäfte! Seid’s still, damit ich schlafend mich beschäftigen kann.“ (Erster Aufzug, vierte Szene)
Zoraide zeigt für den Barometermacher weniger Interesse als für seine Zaubergaben, welche sie ihm Stück für Stück durch vorgetäuschte Liebe entwenden kann. Zwar hält Linda treu zu ihm, doch kann er mit knapper Not vor seinen Verfolgern gerade noch in einen geheimnisvollen Wald entfliehen:
„Jetzt steh ich frisch! Jetzt hab’ ich kein Horn, keinen Stab, keinen Gürtel und ’s Stubenmädel ist auch beim Guckguck. Mir bleibt nichts, als das schöne Bewußtsein, daß ich ein Esel war und hab’ mich anführen lassen.“ (Zweiter Aufzug, sechzehnte Szene)
Verzweifelt und hungrig isst er Feigen von einem Zauberbaum und sofort wächst ihm eine große Nase. Der Waldbewohner Zadi zeigt dem Barometermacher aber eine Quelle, mit deren Wasser er seine Nase wieder verlieren kann.
Nachdem Linda ihren Bartholomäus in der Einsamkeit wiederentdeckt hat, beschließen sie, sich an der bösartigen Zoraide zu rächen und ihr und ihrem Vater sowie dem Leibdiener Hassan mit Hilfe der Feigen eine lange Nase zu verpassen. Der Plan gelingt und Quecksilber erhält seine Zaubergaben wieder, nachdem er die langen Nasen, außer der von Zoraide, mit dem Zauberwasser wieder wegzauberte. Glücklich feiert er Verlobung mit Linda und verspricht, ihr das Leben zu vergolden.
„Vivat! Jetzt zeigt mein Barometer auf schönes Wetter. Morgen verlassen wir diese Insel, aber heut will ich meine Verlobung noch hier auf goldnem Hügel feiern. Linderl, du hast dir bei mir goldne Berge versprochen, du sollst sie haben.“ (Zweiter Aufzug, siebenundzwanzigste Szene)

## Vorlage
Der Stoff ist die Dramatisierung des Märchens Die Prinzessin mit der langen Nase von Friedrich Hildebrand von Einsiedel aus dem Sammelwerk Dschinnistan von Christoph Martin Wieland.
Das Thema ist auf eine französische conte de fées (Feen-Erzählung), nämlich des 1720 in den Contes arabes, les aventures d'Abdalla erschienen Histoire du prince Tangut et de la princesse au pied de nez (Prinz Tangut und die hochnäsige Prinzessin) zurückzuführen. Der erste Teil dieser Erzählung wurde von den Gebrüdern Grimm 1819 unter dem Titel Der Ranzen, das Hütlein und das Hörnlein erzählt, die es als niederrheinische Geschichte erklärten und sie auch bei Hans Sachs nachzuweisen suchten. Eine „gezierte Darstellung“ des Themas findet sich 1808 in der Zeitschrift Phönix, herausgegeben von Heinrich von Kleist und Adam Müller von Nitterdorf.
Welches tatsächlich die Quelle von Karl Meisl oder Ferdinand Raimund gewesen ist, lässt sich nicht mehr feststellen. Allerdings fehlen die nasenvergrößernden Feigen und das heilende Quellwasser im Grimm’schen Märchen und sind nur bei Einsiedel zu finden.

## Werksgeschichte
Ursprünglich sollte Karl Meisl für Raimund ein Benefizstück mit dem Titel Horn, Beutel und Kappe schreiben, das von diesem allerdings abgelehnt wurde („[…] ein elender Schmarrn von einem ersten Akt“). Deshalb schrieb er dieses sein erstes Theaterstück etwa zwischen dem 15. Oktober und dem 15. November 1823 selbst.
Zu dieser Zeit bestand das Repertoire der drei Wiener Vorstadtbühnen (Theater in der Leopoldstadt, Theater in der Josefstadt und Theater an der Wien) überwiegend aus Zauber- und Märchenspielen. Raimund folgte der Tradition, die schon den Dichtern vor ihm die Arbeit erleichtert hatte, da das Eingreifen und der Streit guter und böser Geister, die Personifizierung von Tugenden und Lastern, als dramatische Kürzel vom Publikum dankbar und kritiklos akzeptiert wurde. Wenn beispielsweise in diesem Stück die Fee Rosalinde auf Grund eines Schicksalsspruches ihre Gaben alle hundert Jahre zu verteilen hat, so wird überhaupt nicht nach tieferen Gründen gefragt, sondern dies einfach hingenommen.
Raimund verlegt die Märchenhandlung in das wienerische Milieu. Aus der Hauptfigur des Märchens, dem Prinzen, wird bei Raimund ein im bürgerlichen Leben gescheiterter und zugrundegegangener Barometermacher, der weit weg von der Heimat sein Glück machen will. Diese komische Figur, vergleichbar dem Hanswurst des Alt-Wiener Volkstheaters, wird zur Hauptfigur. Den Insel-Herrscher Tutu gestaltet Raimund zur Karikatur eines schläfrig-phlegmatischen Herrschers, einer Parodie des österreichischen Kaisers Franz I. Neu an Personen kommen hinzu: Linda, der Colombina in der Commedia dell’arte nachempfunden, die Gegenspielerin von Zoraide und Hassar und in der Zaubersphäre die Fee Rosalinde, die Nymphe Lidi und der menschenfeindliche Waldbewohner Zadi.
Nach der Namensnennung des Dichters begann eine öffentliche Debatte, ob Raimund tatsächlich der Autor des Stückes sei, oder ob er lediglich Meisls Vorlage mit einigen „Späßen“ ausgestattet habe. Raimund erwiderte mit ziemlicher Schärfe, von Meisls erstem Akt habe er lediglich die Eingangsszene mit den Nymphen und die fünfte Szene mit Tutus Auftritt übernommen.
Die Aufführung im Theater in der Leopoldstadt wurde „mit entschiedenem Beyfalle aufgenommen, und Raimund erhielt von dem sehr zahlreich versammelten Publikum die ehrendsten Beweise von Wohlwollen und Zufriedenheit“. Ferdinand Raimund spielte den Bartholomäus Quecksilber, Friedrich Josef Korntheuer den Tutu.

## Spätere Interpretationen
Karl Goedeke, der große Bewunderer Raimunds, geht wohl zu weit, wenn er den Barometermacher weit über William Shakespeares Der Sturm stellt, denn Raimunds Stück sei wertvoller mit seiner
„[…] anspruchsvollen Vermischung von Ungeschlachtem, Heroischem, Tragischem, Zauberhaftem und Ätherischem.“
Bei Rudolf Fürst ist zu lesen, dieses erste Werk Raimunds sei der Auftakt seines dramatischen Schaffens und noch ganz vom Standpunkt der Parodie aus zu sehen. Eine einheitlich geformte Satire sei in diesem Erstling noch nicht zu erwarten gewesen.
„Das Märchenmotiv ist das Zufällige, dessen Herabdrückung aus dem Heroischen ins alltäglich-dümmlich Wienerische das Wesentliche. Daß aus dem Prinzen (bei Grimm ist er ja auch nur ein armer Teufel) ein herabgekommener Wiener Geschäftsmann wurde, wie er den im Grunde immer ein wenig moralisierenden Volksdramatikern unentbehrlich ist, einer jener halb unverschämten, halb gutmütigen, bald vom Pech verfolgten, bald von unverschämtem Glück begünstigten, bald überall hinausgeworfenen, bald allenthalben gehätschelten Burschen, die durch Bäuerles ‚Staberl‘ eine gewisse, noch nicht ganz verblaßte Berühmtheit erlangten, das eben ist der Spaß an der Sache.“
Kurt Kahl erinnert daran, dass Raimunds Dramatik in diesem Werk ganz dem barocken Erbe entsprungen sei, welches in Wien länger und stärker nachgewirkt habe als anderswo. Was dem Publikum als Ausdruck der barocken Bildhaftigkeit durchaus vertraut war, konnten bereits die Autoren vor Raimund bedenkenlos ihrem Publikum zumuten: Die Gliederung in Ober-, Unter- und Menschenwelt als dramaturgischer Schachzug. Zu Raimunds Verdiensten habe es gezählt, diesen Zauberapparat durch das engere Verflechten von Geister- und Menschenschicksalen beseelt, sozusagen vermenschlicht zu haben.
Franz Hadamowsky sieht in Raimunds Bearbeitung das Zusammentreffen der starken Wiener Tradition des Volksstückes mit seinen stereotypen „komischen Personen“ und seiner eigenen reichen Theatererfahrung, die ihn schon im ersten Werk, das er zur Gänze schrieb, als den geborenen Dramatiker zeigte. Aus der Tradition Josef Anton Stranitzkys kommend, habe „sein“ Hanswurst als Bartholomäus Quecksilber einen individuellen Namen und ebensolche Züge angenommen.
Bei Hein/Mayer wird vermerkt, „Motive, Figuren, Sprache, Komik und Handlung sind noch ganz in der Weise des traditionellen Zauberspiels gestaltet,“ aber ein neuer Gesichtspunkt, nämlich eine Moral, eine These („Treue wird belohnt“) habe für das Stück eine prägende Bedeutung erhalten. Parallel zur Märchenhandlung laufe ein Geschehen der Selbsterkenntnis im Sinne der biedermeierlichen Auffassung vom Glück.

## Neuzeitliche Aufführungen
In Günther Haenels Inszenierung im März 1946 am Wiener Volkstheater spielte Karl Paryla den Barometermacher Quecksilber, das Bühnenbild gestaltete Gustav Manker. Die Inszenierung vermied falsche Gemütlichkeit und die klischeehafte Verniedlichung des Zaubermärchens.
1985 wurde das Stück unter dem Namen „Simsalabim Bam Bum oder Der Barometermacher auf der Zauberinsel“ in einer Koproduktion von ORF und ZDF nach Idee und Regie von Ernst Wolfram Marboe als erstes interaktives Fernsehspiel produziert.